# Ringen (germanofil organisation)
 For alternative betydninger, se Ringen. (Se også artikler, som begynder med Ringen)
Ringen var en kreds af unge, der havde en stor fascination for tysk kultur, specielt litteratur. Navnet var inspireret af Richard Wagners opera Nibelungens Ring og digteren Stefan Georges digtsamling Den Syvende Ring. Gruppens medlemmer flirtede under besættelsen 1940-1945 med nazismen, hvilket manifesterede sig i hyldestdigte fra den unge digter Ole Wivels side og tilmelding til tysk krigstjeneste fra Erik Valdemar Johansens og Ole Høsts side. Sidstnævnte faldt i kamp på Østfronten.

## Senere problemer
Ringens eksistens og formål har i nyere tid været genstand for stor debat i det danske kulturliv, da flere senere store danske kulturpersonligheder som Ole Wivel og Knud W. Jensen er blevet beskyldt for nazisympatier.

## Kendte medlemmer
- Ole Wivel, forfatter og forlagsdirektør
- Knud W. Jensen, ostegrosser og museumsdirektør
- Ole Høst, søn af maleren Oluf Høst
- Erik Valdemar Johansen, maler og restauratør (ikke atlet)